# Стилл, Меган
Меган Лианн Стилл (англ. Megan Leanne Still; род. 19 октября 1972, Куинбеян), в замужестве Маркс (англ. Marcks) — австралийская гребчиха, выступавшая за сборную Австралии по академической гребле в период 1990—1996 годов. Чемпионка летних Олимпийских игр в Атланте, чемпионка мира, победительница и призёрка многих регат национального значения.

## Биография
Меган Стилл родилась 19 октября 1972 года в городе Куинбиан штата Новый Южный Уэльс, Австралия.
В детстве достаточно успешно занималась лёгкой атлетикой. Заниматься академической греблей начала в 1988 году, благодаря своим физическим и аэробным показателям была отобрана программой определения талантов Австралийского института спорта. Позже проходила подготовку в гребном клубе в Канберре.
Впервые заявила о себе в гребле на международной арене в 1990 году, заняв четвёртое место в распашных рулевых восьмёрках на юниорском мировом первенстве во Франции.
Дебютировала на взрослом международном уровне в сезоне 1991 года, когда вошла в основной состав австралийской национальной сборной и выступила на чемпионате мира в Вене, где, тем не менее, была далека от попадания в число призёров в своих дисциплинах — распашных безрульных четвёрках и рулевых восьмёрках.
Благодаря череде удачных выступлений удостоилась права защищать честь страны на летних Олимпийских играх 1992 года в Барселоне — стартовала здесь в программе безрульных четвёрок и заняла итоговое шестое место.
После барселонской Олимпиады Стилл осталась в составе гребной команды Австралии на ещё один олимпийский цикл и продолжила принимать участие в крупнейших международных регатах. Так, в 1993 году на мировом первенстве в Рачице она вновь была шестой в безрульных четвёрках.
В 1994 году на чемпионате мира в Индианаполисе выиграла бронзовую медаль в безрульных четвёрках и показала шестой результат в восьмёрках. Помимо этого, достаточно успешно выступила на чемпионате Содружества в Онтарио, где в тех же дисциплинах взяла серебро.
На мировом первенстве 1995 года в Тампере одержала победу в безрульных двойках, в то время как в восьмёрках сумела квалифицироваться лишь в утешительный финал B.
Находясь в числе лидеров австралийской национальной сборной, благополучно прошла отбор на Олимпийские игры 1996 года в Атланте — вместе с напарницей Кейт Слаттер обошла всех своих соперниц в программе безрульных двоек и завоевала золотую олимпийскую медаль. Вскоре по окончании этих соревнований приняла решение завершить спортивную карьеру.
За выдающиеся спортивные достижения в 1997 году была награждена медалью ордена Австралии. Член Зала славы спорта Австралии (2003).